# Френд (альпинизм)
Френд (англ. cam) — страховочное приспособление, используемое в альпинизме для организации точки страховки в щелях и трещинах.
Состоит из прочного стержня (частично гибкого), к которому на оси крепят подвижные кулачки (эксцентрики); кольца для страховочной петли, и тросика для сжатия кулачков. С помощью тросика можно изменять диапазон раскрытия кулачков френда. Это даёт возможность использовать френд в щелях разных размеров. Для установки френда необходимо потянуть за тросик, при этом кулачки сожмутся и ширина френда станет минимальной. После того, как френд будет вставлен в щель необходимо отпустить тросик, кулачки под действием пружины частично раскроются и френд застопорится в щели. Оптимальный размер щели — при котором кулачки раскрываются примерно наполовину. Нельзя устанавливать френд в щелях, где кулачки раскрываются полностью или не раскрываются вовсе.
Френды не могут гарантировать удержания при сильном рывке во время срыва, особенно если рывок происходит в направлении «из щели». В этом плане они уступают крючьям, однако френды намного быстрее и удобнее устанавливать и снимать.
Разновидностью френдов являются камалоты (англ. camalot) — двухосевые френды, которые покрывают более широкий диапазон щелей. Camalot - это торговая марка Black Diamond.  Архивная копия от 25 декабря 2008 на Wayback Machine
Из-за своей сложной (по сравнению с закладками и крючьями) конструкции, френды — довольно дорогие (до $100 за штуку).
Точка — элемент организации системы страховки, который служит для страховки лидера связки, посредством установки в рельеф закладных элементов и прощёлкивания в верёвку между ним и страхующим. Хорошо заложенная точка способна выдержать силу рывка при падении лидера связки. Точку следует закладывать с учётом направления нагрузки при рывке. Точки, заложенные ниже по верёвке, не должны выпадать при соприкосновении верёвки с точкой при движении лидера связки. Френды — менее надёжны, чем обычные закладные элементы, и требуют более внимательной установки.
При расположении френда внутри щели нужно стараться, чтобы тросик френда максимально совпадал с направлением предполагаемого рывка. Это связано с тем, что в другом случае френд при рывке может просто выдернуть из щели.